# Casa Comalat
La casa Comalat és un edifici modernista situat a l'Avinguda Diagonal i el carrer de Còrsega de l'Eixample de Barcelona, catalogat com a Bé Cultural d'Interès Local. Es tracta de l'obra més important i personal de l'arquitecte Salvador Valeri i Pupurull, que hi emprà unes característiques formes cartilaginoses i voluminoses d'inspiració gaudiniana i amb una decoració d'inspiració rococó.

## Història
El 1906, l'industrial tèxtil Joan Comalat i Alenyà (La Bisbal d'Empordà, 1862- Barcelona, 1929) va encarregar-ne el projecte a Salvador Valeri i Pupurull, que va ser arquitecte municipal d'El Papiol. La construcció es materialitzà entre 1909 i 1911, convertint-se en un exemple tardà del modernisme més fastuós. En la decoració hi fou fonamental la participació de Lluís Bru i Salelles, autor dels elements ceràmics. La casa fou considerada per al premi de l'Ajuntament del 1912.
Fou rehabilitada a les darreries de la dècada del 1990, però durant aquesta operació les dues figures que coronaven l'edifici foren mutilades per una tempesta. L'any 2001, la rehabilitació realitzada per l'arquitecte Francesc Xavier Asarta i Ferraz les va recuperar.

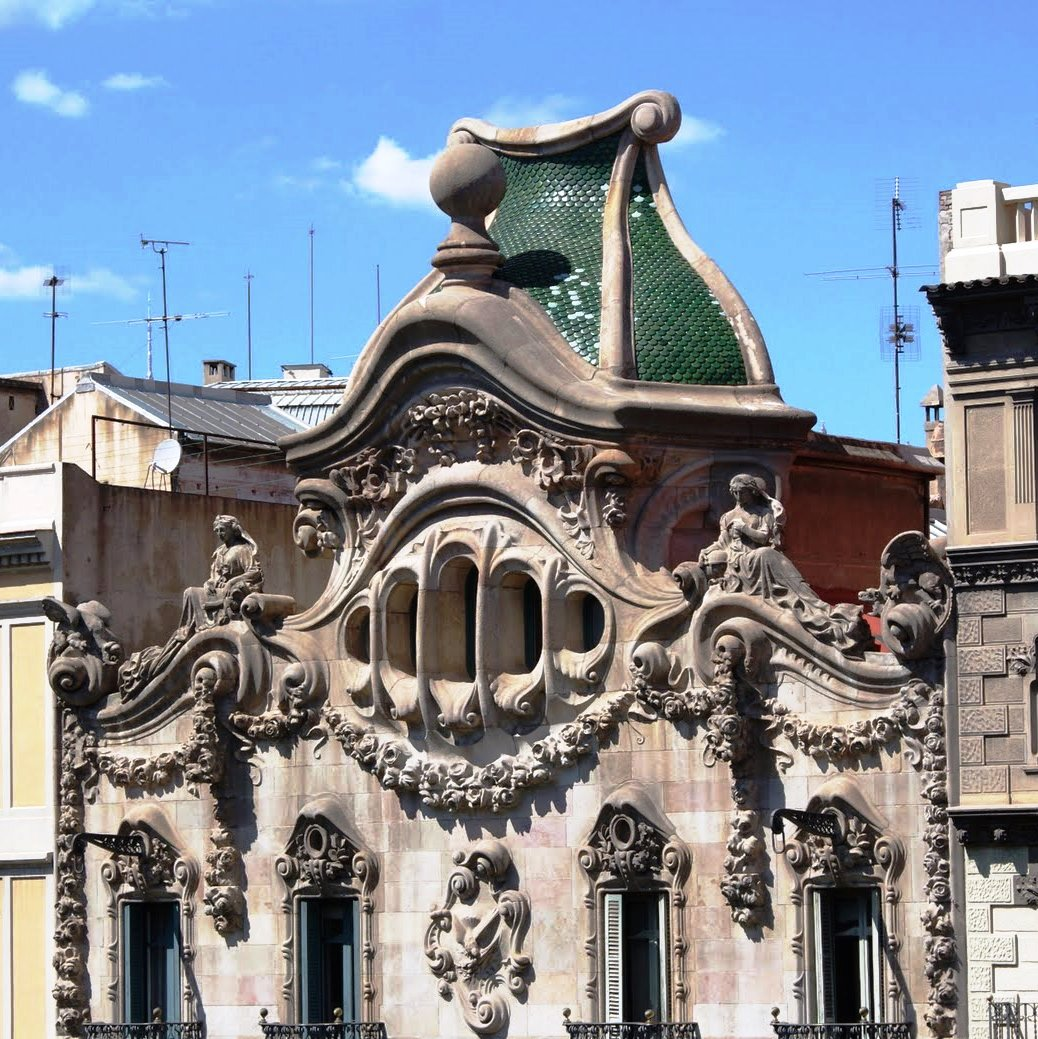
Coronament de la façana que dona a la Diagonal

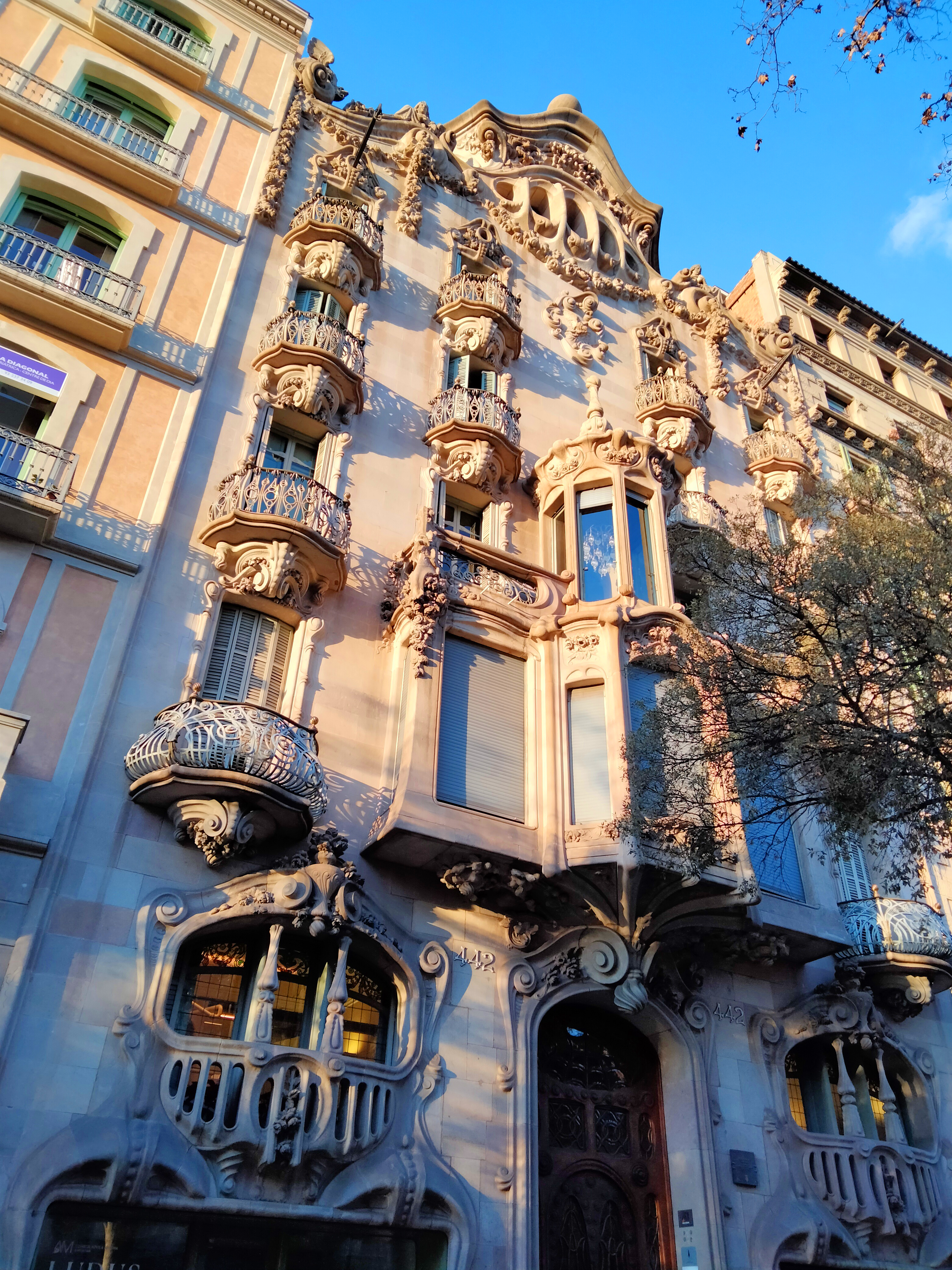
Façana de la Diagonal

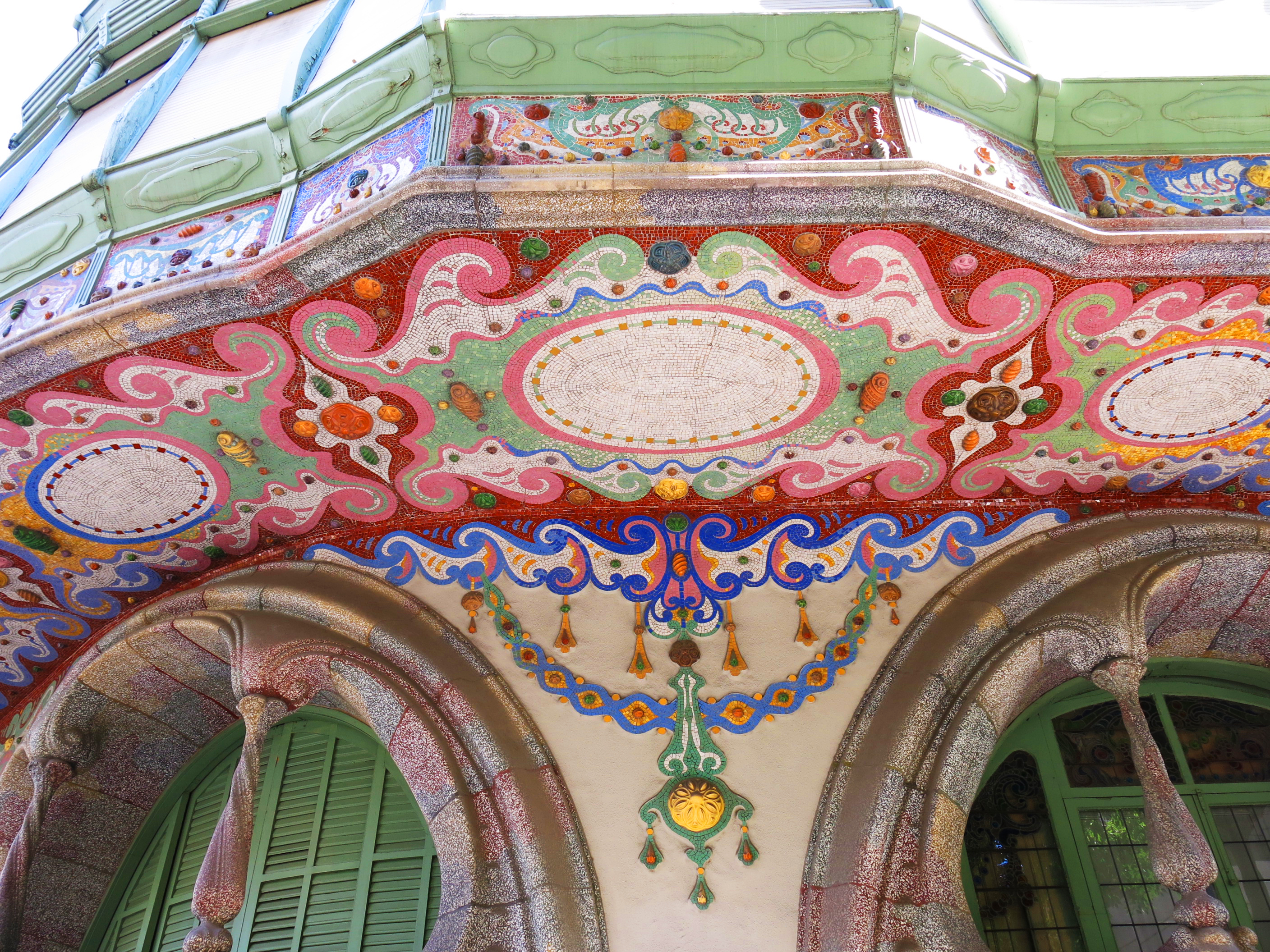
Mosaics de sota el balcó de la façana de darrere, que dona al carrer de Còrsega

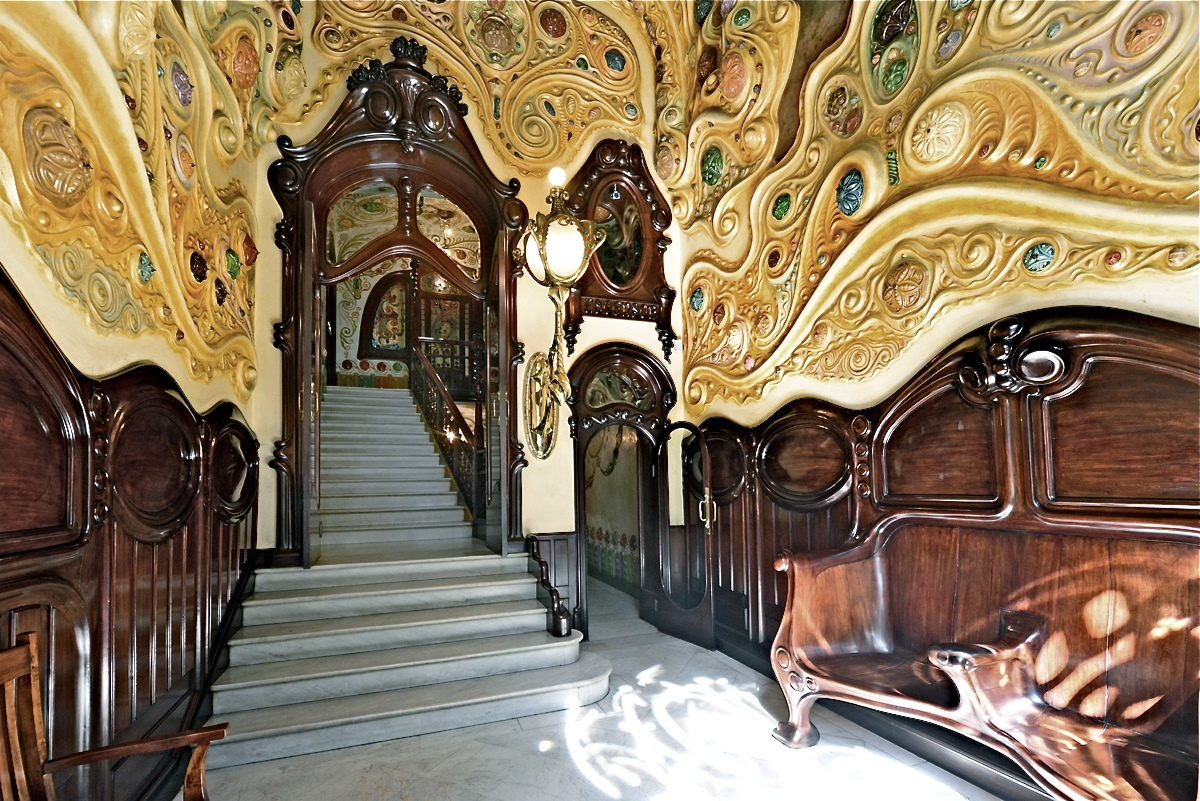
Vestíbul

## Descripció
Consta de planta baixa amb altell, pis principal, tres pisos més i terrat transitable.
La façana principal, afrontada a la Diagonal, està íntegrament obrada en pedra de Montjuïc i està concebuda amb un dens programa decoratiu que juga amb el pla de la façana i una infinitat de línies corbes associades a les obertures. El portal principal es tanca amb una porta de fusta noble i vidre tallat i queda emmarcada per un seguit de motllures ondulants i volutes similars a les que ornen la resta d'obertures. El portal havia estat flanquejat, a banda i banda, per quatre portes d'accés a les botigues de planta baixa que, durant el franquisme, van ser modificades per formar dos grans aparadors. Sobre el coronament d'aquestes portes hi destaquen les dues tribunes de l'altell, solucionades com el perfil d'una carrossa barroca a base d'elements corbs. Aquestes tribunes presenten una barana de pedra calada que sosté columnelles inspirades en ossos similars als mainells de la Casa Batlló de Gaudí. Entre els pisos principal i primer hi corre una tribuna central sostinguda per una estructura en forma de ventall amb decoració floral esculpida i rematada per una cupuleta i un pinacle. Sobre aquest pinacle hi destaca, al bell mig de la façana, un escut de perfil irregular que mostra un colom amb una branca d'olivera al bec. La resta d'obertures consisteixen en balcons de llosana corbada tancats per baranes de ferro forjat. Les llindes i muntants d'aquests balcons presenten la mateixa decoració cartilaginosa de la resta de la façana. La part superior de la façana està rematada per una torre amb cinc obertures calades incloses dins d'un cornisament corbat profusament ornat amb garlandes florals i volutes. El coronament queda rematat per dos dracs, dues al·legories femenines ajagudes i una extravagant coberta amb escates de ceràmica vidrada de color verd. Aquesta façana, que en origen tenia en compte l'elevació de les cases veïnes, fou afectada per la remunta d'aquestes.
La façana posterior al carrer de Còrsega és especialment singular perquè, amb la presència de galeries de fusta i vidre, es concebé com una transposició de les tradicionals façanes d'interior d'illa de l'Eixample. En aquest edifici, la confrontació d'ambdues façanes serveix per exemplificar una característica de l'arquitectura de l'Eixample difícilment constatable en altres construccions: la façana principal, ricament acabada en pedra i molt ornamentada, satisfà unes exigències de representivitat que no es donen en la façana posterior, resolta de manera més lliure i racional, basant-se preferentment en la funcionalitat. En aquestes galeries cal destacar la solució per la qual l'ús de persianes enrotllables esdevé un element clau en la composició de la façana i en el seu tractament volumètric i decoratiu. Cal destacar-ne la volumetria ondulant donada per les persianes i llurs ampits de trencadís ceràmic, realitzats per Lluís Bru i Salelles. Aquests mosaics en trencadís s'estenen també pel coronament corbat de l'edifici i en el voladís de les tribunes, unint-les visualment als portals de la planta baixa. Els portals, de perfil parabòlic i contenint els balcons de l'altell amb llurs baranes calades i columnelles òssies, està realitzada amb un conglomerat de pedra artificial multicolor. Gràcies a la utilització del trencadís i de la pedra artificial de planta baixa, aquesta façana adopta una decoració totalment colorista.
En termes generals, l'edifici ressalta per la mestria assolida en el treball de mosaics, estucs, pintures, fusteries i vitralls, especialment en el vestíbul principal i l'escala de veïns. Aquests són els espais interiors de major notorietat tant per la riquesa dels materials emprats com per la profusa decoració que desenvolupen. Els terres estan acabats en marbre de color blanc i els murs estan protegits per un arrambador de fusta de caoba de contorns ondulants. Aquest arrambador conté un original banc de perfils curbilinis i també els emmarcaments de les portes que menen a l'escala de veïns i al replà de l'ascensor. Aquests emmarcaments, a base de grans volutes, també són fets de fusta de caoba i vidre emplomat. Per la resta, els murs estan totalment recoberts de voluminosos estucs sobredaurats i de formes gelatinoses que acullen aplics de ceràmica vidrada en relleus florals i tres cartel·les decorades amb pintures al fresc. En el vestíbul hi destaca, també, la presència d'un gran fanal de bronze daurat i vitralls. Els murs de l'escala acullen, també, una decoració en forma de volutes ascendents amb aplics ceràmics multicolors que omplen la totalitat de les superfícies. És un exemple paradigmàtic del concepte d'art total característic del Modernisme internacional.